# Echtzeit-Ethernet
Im Umfeld der Automatisierungstechnik ist der Trend zu beobachten, existierende Feldbusse der ersten Generation durch ein Echtzeit-Ethernet, engl. auch als Real Time Ethernet (RTE) bezeichnet, zu ersetzen oder zu ergänzen. Das Ziel besteht darin, ein einziges Rechnernetz von der Leitebene im Bürobereich bis hin zu Feldgeräten in industriellen Produktionsanlagen zu schaffen. Dieser Trend wird als vertikale Integration der Automatisierungstechnik bezeichnet. Ein Hauptproblem liegt darin, dass das weit verbreitete Standard-Ethernet nicht den Anforderungen der industriellen Echtzeit genügt, die isochrone Zykluszeiten von weniger als 1 ms (z. B. für Motion-Control-Anwendungen) verlangen.
Um Ethernet echtzeitfähig zu machen, werden drei alternative Verfahren angewendet:
1. Modifikation über der TCP/IP-Ebene im OSI-Modell (OSI-Layer 5–7)
2. Modifikation oberhalb der Datensicherungsschicht (über OSI-Layer 2)
3. Modifikation der Ethernet-Schicht selbst (OSI-Layer 1–2)

Je weiter unten in den OSI-Schichten die Modifikation erfolgt, desto eher kann Isochronität erreicht werden. Dies ist erforderlich, um die hohen Echtzeit-Anforderungen der Antriebstechnik zu erfüllen. Das Ziel ist es, die Synchronität von industriellen Anlagen-Teilen nicht mehr wie bisher über eine mechanische Welle, sondern stattdessen über isochrone Datenframes im echtzeitfähigen Netzwerk sicherzustellen. Man spricht in diesem Zusammenhang von dem Prinzip der Software-Welle. Zur hochpräzisen zeitlichen Synchronisation der versendeten Datenframes hat sich das Precision Time Protocol etabliert.
Andererseits wird durch eine Modifikation des Ethernets auf den unteren Protokoll-Ebenen die Kompatibilität zum Ethernet-Standard unter Umständen reduziert.
Um den erhöhten mechanischen Belastungen wie Staub, Erschütterungen oder Spritzwasser standhalten zu können, werden in der Regel die Standard-Ethernet Stecker und Kabel durch spezielle Industrial-Ethernet-Hardware ersetzt.

## Realisierungen von echtzeitfähigem Ethernet
Weit verbreitete Umsetzungen von echtzeitfähigem Ethernet können bereits Buszyklen von rund 100 µs erreichen. Dies sind unter anderem:
- EtherNet/IP
- Profinet
- Ethernet Powerlink
- SERCOS III
- EtherCAT
- VARAN
- SafetyNET p
- TSN